# 단계적 공개
단계적 공개(Progressive Disclosure)는 단계적으로 정보를 공개하여 알리는 것을 말한다. 심리학, 인지심리학, 인간공학, 정보공학 등의 분야에서는 특히 초기 단계에서 전부를 보여주는 방법(Full Disclosure) 대신 단계적으로 받아들일 수 있을만큼 적절하게 나누어 필요하거나 요청을 받은 정보들만 보이도록 하여 복잡한 정보를 효율적으로 다루는 전략적인 방법을 말한다. 그 단계는 추상적인 단계에서 구체적 단계로 필요에 따라 공개된다.

## 인터렉션 디자인
인간 컴퓨터 인터렉션 분야에서는 사용자에게 필요 이상으로 정보를 보여줌으로써 생기는 주의 산만, 혼돈, 착각을 예방하고 주의를 집중시키기 위해 쓰이는 기술의 하나이다. 예를 들어 휴대폰의 사용자 인터페이스 디자인에서는 키를 눌러 메뉴가 나오게 되면 필요한 정보 외에 다른 부분은 잘 드러나 보이지 않게 (Dimmed) 처리된다. 이렇게 함으로써 사용자는 제시된 메뉴를 선택하는 데 보다 집중할 수 있으며 다른 그래픽 요소가 현재 선택할 수 없다는 것을 직관적으로 알 수 있게 된다. 인터렉션 디자인에서의 단계적 공개의 의미는 "복잡하고 덜 자주 쓰이는 선택 사항들을 주된 사용자 인터페이스에서 다른 이차적 스크린으로 모아 옮김으로써 간략화하고 이러한 이차적 스크린에서 선택할 수 있게 하는 방법"이다.

## 비판
단계적 공개는 간혹 필요 이상의 단계를 만들거나 복잡한 계층구조를 형성하여 전체적 맥락을 이해하기 힘들게 할 수 있다는 비판이 있다. 또한 처음의 추상적 단계에서 구체적 단계로 연결되는 생각을 사용자가 하지 못할 경우 어려움에 쉽게 빠질 수 있다는 단점도 생긴다.

## 같이 보기
- 의미덩이